# Наказ виборців
Наказ виборців — доручення виборців депутатам виборних представницьких органів. Іноді це пропозиції жителів на передвиборних зустрічах кандидата в депутати, на зборах і сходах, де депутати звітують перед виборцями про свою роботу. Наказ виборців — одна з характеристик імперативного мандата. Сутність її полягає у тому, що депутат зобов'язується волею і дорученнями своїх виборців, несе відповідальність за їх виконання, повинен звітувати про свою роботу і може бути відкликаний, коли виборці вважають, що він не виправдовує їхньої довіри.